# 西月島

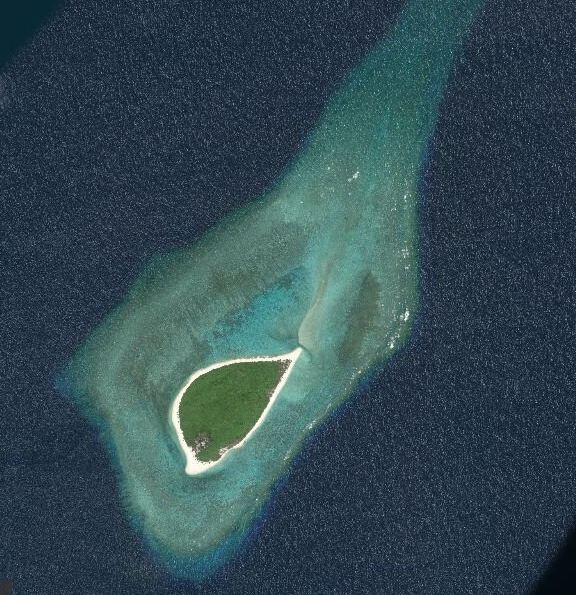
ウエストヨーク島

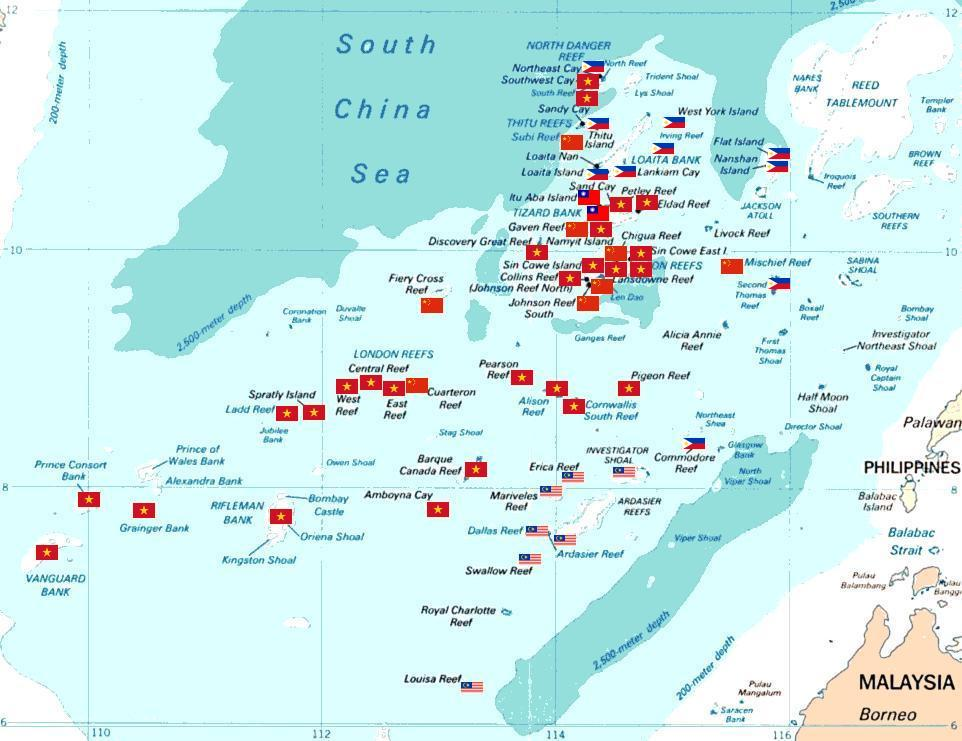
南沙諸島の実効支配状況

西月島またはウエストヨーク島（英語: West York Island、タガログ語: Likas、中国語: 西月岛、ベトナム語：Đảo Bến Lạc / 島檳樂）は、南沙諸島の島である。旧称西青島。

## 地理
パグアサ島から北東に76km離れている。長さ約720m、幅400m、面積0.21平方km。南沙諸島で3番目に大きい島で、フィリピンが支配している島としてはパグアサ島に次いで2番目に大きい。

## 生態
島には草木が茂っている。海鳥が多く、鳥の糞で汚染されているため、淡水が飲めない。

## 領有
フィリピンが実効支配している島であるが、中華人民共和国、中華民国（台湾）、ベトナムも主権を主張している。1963年からフィリピン軍が駐留している。
2016年7月12日の常設仲裁裁判所の裁定（南シナ海判決）では、この島は人間の居住または独自の経済的生活を維持できない岩であって、領海の基線となるが排他的経済水域（EEZ）の基線とはならないと判断された。